# Serrat de Prat d'Estaques
El Serrat de Prat d'Estaques és una serra situada als municipis de Lladurs i Odèn (Solsonès).